# Cementerio El Salvador (Jujuy)
El cementerio El Salvador se encuentra ubicado en la ciudad de San Salvador de Jujuy, provincia de Jujuy, Argentina. Fue inaugurado en 1907 por la municipalidad capitalina para poner fin a la costumbre española de sepultar a los muertos en las iglesias. 
Es considerado una “joya” de la arquitectura jujeña, donde se pueden encontrar diferentes estilos de creación a lo largo del tiempo. El acceso es a través de un pórtico sobre una escalera de mármol sostenida por cuatro columnas toscanas. Se puede realizar un interesante paseo por su interior y ver lápidas y mausoleos tan antiguos como el cementerio mismo.

## Ilustres inhumados
Allí están sepultados varios gobernadores de la provincia y otras figuras destacadas.
- Pedro Castañeda (ca. 1800-1863), comerciante, gobernador de la provincia de Jujuy entre 1849 y 1851 y como interino en 1855.
- José Benito de la Bárcena (1821-1890), médico, gobernador de la provincia de Jujuy entre 1852 y 1853 y efímeramente en 1871.
- Benjamín Villafañe Bazán (1819-1893), militar y escritor, gobernador de la provincia de Tucumán (1861), senador y rector del Colegio Nacional de Jujuy en 1880. Uno de los pocos sobrevivientes, con 18 años, de la batalla de Santa Bárbara, que fue en Humahuaca entre la milicia jujeña y la boliviano-peruana. Además su hijo fue gobernador de Jujuy.[1]
- Almita Visitación Sibila (1876-1908), mujer campesina víctima de violencia de género, en lo que se considera el primer feminicidio ocurrido en la provincia de Jujuy.
- Carlos María Schüel (1857-1927), ingeniero agrónomo, desarrolló labores en áreas como arqueología, geología del petróleo, zoología, botánica y paleontología. En homenaje a su legado, el parque botánico municipal lleva su nombre.
- Mary Jeanette Stevens (1845-1929), conocida como Miss Juanita, docente de origen estadounidense que formó parte del plantel de "maestras normalistas" dentro de la política educativa implementada durante la presidencia de Domingo F. Sarmiento.
- Nicolás Del Frari (1888-1947), reconocido artesano italiano del mármol y de la piedra, quien donó la Capilla de El Salvador y del Buen Pastor, y quien trabajó en las escalinatas de la Escuela Normal Superior y en las bases de las estatuas de la artista Lola Mora.[2]
- Benjamín Villafañe Chaves (1877-1952), abogado y escritor, gobernador de la provincia de Jujuy entre los años 1924 y 1927.
- Horacio Carrillo (1887-1955), primer rector de la Escuela de Minas y primer gobernador radical de la provincia de Jujuy. Se ocupó de la terminación de la Casa de Gobierno y de erigir el monumento al General Belgrano en la Plaza central, además de la ruta Palpalá-San Pedro de Jujuy.
- Néstor Manuel Sequeiros (1904-1961), médico y político jujeño, fundador del Hospital Neuropsiquiátrico que hoy lleva su nombre. Entre 1942 y 1943, fue legislador provincial por el Partido Demócrata.[3]
- Horacio Guzmán (1913-1992), abogado, gobernador de la provincia de Jujuy 1958-1962 y 1963-1964.
- Carlos Ferraro (1953-2025), periodista y escritor, gobernador de la provincia de Jujuy entre 1996 y 1998.